# Iteratives Prozess-Prototyping
Iteratives Prozess-Prototyping (IPP) ist ein Modell zur Unternehmensgestaltung mit der Spezialisierung auf Standardsoftwarebibliotheken. Es kommt aus der Wirtschaftsinformatik und wird dem Rapid Prototyping untergeordnet.

## Definition
Das Iterative Prozess-Prototyping (IPP) ist eine Methodik zur Strukturierung komplexer Sachverhalte. Ursprünglich entstanden zur Entwicklung und Einführung betriebswirtschaftlicher Anwendungssysteme, beschreibt es die Durchführung eines Mappings von der Unternehmensstrategie und der betriebswirtschaftlichen Fachlichkeit auf die angebotenen Möglichkeiten des Anwendungssystems.

## Methodik

### Elemente

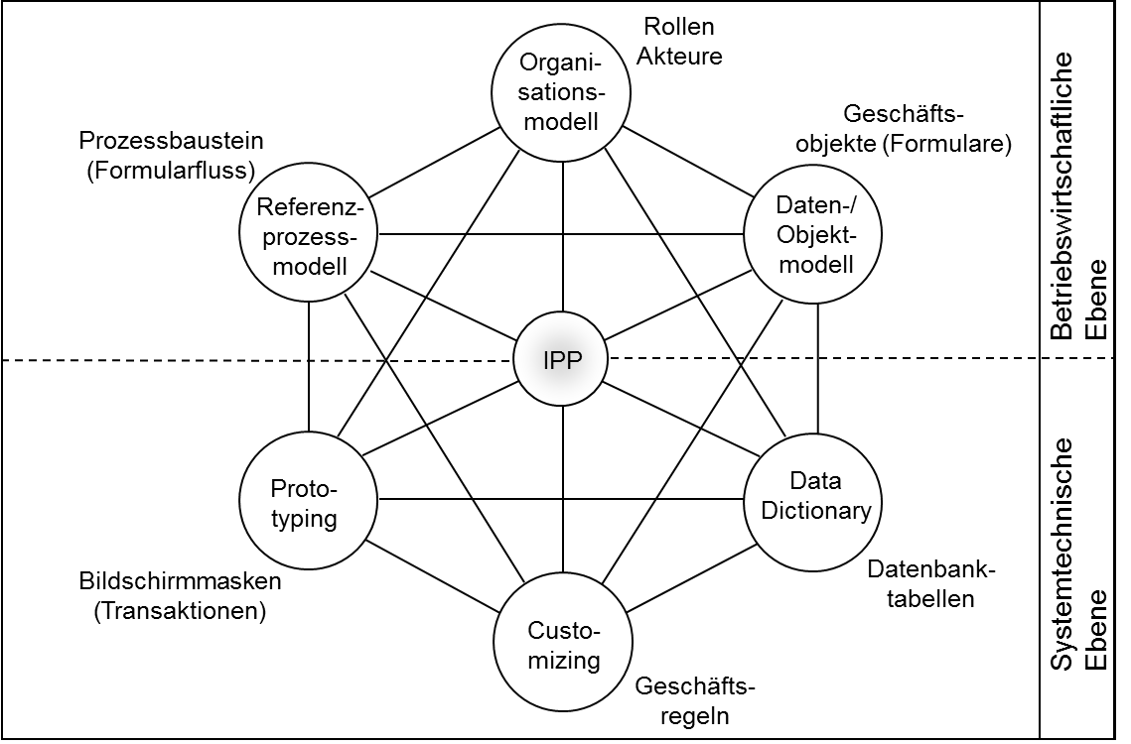
Das Iterative Prozess-Prototyping beschreibt das Zusammenspiel von sechs zu betrachtenden Elementen

Das Iterative Prozess-Prototyping beschreibt das Zusammenspiel von sechs zu betrachtenden Elementen, welche sich in zwei Ebenen unterteilen lassen (siehe Abbildung). Auf der betriebswirtschaftlichen Ebene werden Prozesse (Ablauf), Organisation (Struktur) und Daten (Formulare) betrachtet, die systemische Ebene besteht aus Transaktionen, dem Customizing (Regelwerk) und dem Data Dictionary. Alle Elemente sind bidirektional miteinander verknüpft, daraus ergeben sich 30 Fragestellungen. Je nach Betrachtungsfokus / Zielbild werden die einzelnen Fragestellungen unterschiedlich häufig und in unterschiedlicher Detaillierungstiefe betrachtet.

### Vorgehen

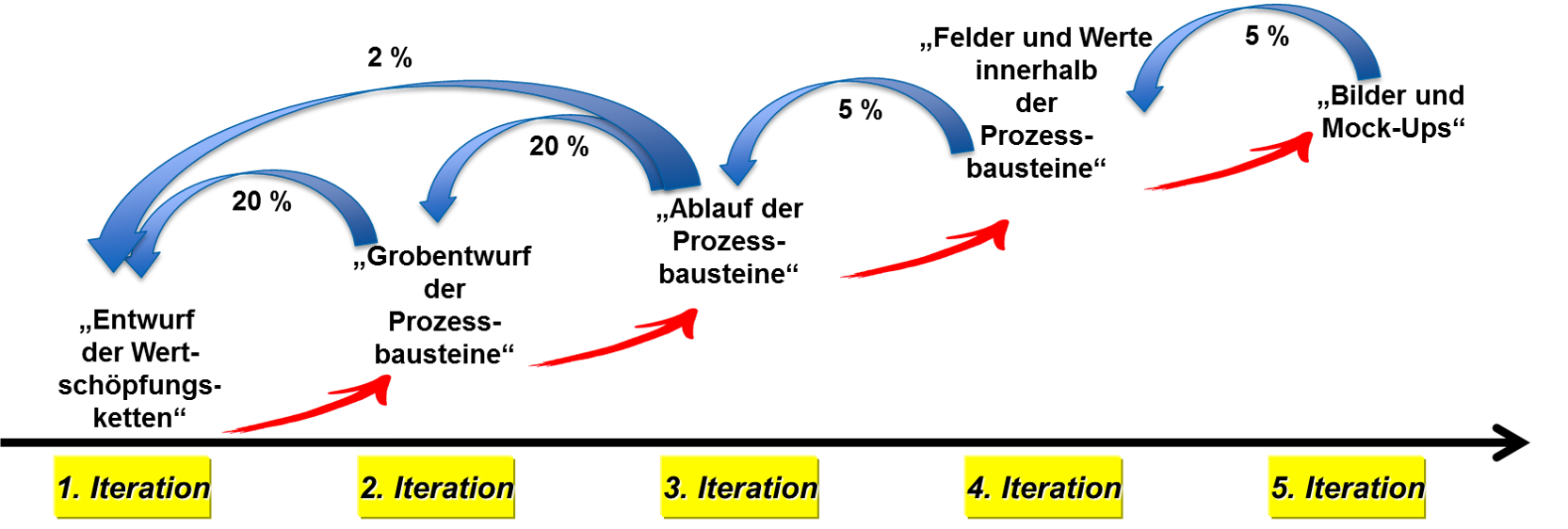
Kernbestandteil des Iterativen Prozess-Prototypings ist ein schrittweises Vorgehen

Kernbestandteil des Iterativen Prozess-Prototypings ist ein schrittweises Vorgehen: Anhand einer geplanten Wertschöpfungskette oder auch Themenstellungen werden zunächst die Elemente mit der höchsten Priorität und Bedeutung herauskristallisiert und in eine zeitlich-sachlogische Reihenfolge gebracht. Dabei werden neu einzuführende mit den bereits bestehenden Strukturen verglichen und an diesen bei Bedarf auch Anpassungen vorgenommen, um das System in sich konsistent zu halten. Diese „Rücksprünge“ werden auch als Iterationen bezeichnet. Im Rahmen der Iterationen kann sich eines morphologischen Baukastens bedient werden, um aufkommende Komplexität zu verringern. Die Ergebnisse des Iterativen Prozess-Prototypings werden in Process Playbooks visualisiert.

## Entstehung / Hintergrund
In den 90er Jahren beschäftigte sich einer interdisziplinäre Forschergruppe aus Mitarbeitern der SAP AG und des Instituts für Wirtschaftsinformatik (Lehrstuhl Prof. Dr. h. c. August-Wilhelm Scheer) mit einer geeigneten Darstellung von Geschäftsprozessen auf Grundlage der Möglichkeiten der betriebswirtschaftlichen Anwendungssystems SAP R/3. Zum einen wurde zur transaktionsbasierten Ablaufdarstellung die Ereignisgesteuerte Prozesskette (EPK) konzipiert, zum anderen ein Vorgehensmodell zum Management der SAP-Komplexität (ca. 50.000 Transaktionen, ca. 100.000 Customizing-Einstellungen) in Rahmen der Einführung in Form des Iterativen Prozess-Prototypings entwickelt.
Ausgangspunkt ist die Strukturierung komplexer, betriebswirtschaftlicher Sachverhalte als kundengetriebene Wertschöpfungsketten und der anschließenden Iteration funktionaler Anforderungen orientiert an den Grenzen von Prozessbausteinen gegenüber den Möglichkeiten des IT-Systems.  Der IPP-Ansatz unterstützt die Philosophie „IT follows Business“ unter strategischen, ökonomischen und ökologischen Gesichtspunkten. Dieses Vorgehen steht konträr zu dem häufig in der Praxis anzutreffenden „Business follows IT“, welches nicht selten von Großkonzernen zur Disziplinierung ihrer Tochterunternehmen durch Einführung einer IT-System immanenten Mikroorganisation angewendet wird.
Das Iterative Prozess-Prototyping (IPP) wird heute auch in anderen Disziplinen, wie z. B. im Sport und in der Ausbildung, zum Komplexitätsmanagement eingesetzt.
Eine besondere Herausforderung in Projekten ist die Stabilisierung von Wertschöpfungsketten als Grundlage für die weiteren Entwicklungsschritte, Testszenarien und Schulungsunterlagen.

## Abgrenzung IPP vs. ARIS
IPP ist aus ARIS abgeleitet. Im Folgenden werden die zentralen Gemeinsamkeiten und Unterschiede dargestellt.

### Gemeinsamkeiten
- Berücksichtigung aller Sichten um ein Unternehmen vollständig zu beschreiben (Vollständigkeit)
- Gleiche Zielsetzung: Reduktion der Komplexität durch Zerlegung
- Transparenz

### Unterschiede
- IPP verlangt im Gegensatz zu ARIS, dass die Betriebswirtschaftliche Ebene und die Systemebene gleichsam berücksichtigt werden
- ARIS teilt die Ebenen nach dem Wasserfallmodell auf, IPP verwendet eine simultane, iterative Vorgehensweise
- ARIS gliedert sich je nach Darstellung in 4 oder 5 Sichten, IPP ist auf 2 Ebenen und 6 Elemente festgelegt
- Durch Iterative Sprünge eignet sich IPP besser zur Überprüfung der Auswirkung der Änderung einzelner Bereiche